# Amblyaspis elgonensis
Amblyaspis elgonensis är en stekelart som beskrevs av Peter Neerup Buhl 2006. Amblyaspis elgonensis ingår i släktet Amblyaspis och familjen gallmyggesteklar. Inga underarter finns listade i Catalogue of Life.